# Notes from the Underground
Notes from the Underground è il terzo album in studio del gruppo musicale rap rock statunitense Hollywood Undead, pubblicato nel 2013.

## Tracce
1. Dead Bite – 3:38 (Daniel Murillo, George Ragan, Jordon Terrell, Jorel Decker)
2. From the Ground – 3:45 (Decker, Matthew St. Claire, Murillo)
3. Another Way Out – 2:47 (Dylan Alvarez, Terrell, Murillo)
4. Lion – 3:54 (Decker, Murillo, Terrell, Ragan)
5. We Are – 4:34 (Ragan, Decker, Murillo)
6. Pigskin – 2:41 (St. Claire, Alvarez, Murillo, Terrell, Shebby)
7. Rain – 3:41 (Terrell, Ragan)
8. Kill Everyone – 2:52 (Terrell, Ragan, Murillo)
9. Believe – 4:14 (Decker, Ragan, Murillo)
10. Up in Smoke – 3:38 (Alvarez, Decker, Terrell, Murillo)
11. Outside – 4:43 (Decker, St. Claire, Ragan, Murillo)

## Formazione
- Funny Man - voce
- Charlie Scene - voce, chitarra
- Danny - voce, chitarra, tastiere
- J-Dog - voce, chitarra, tastiere, synth
- Johnny 3 Tears - voce, basso
- Da Kurlzz - batteria, percussioni, voce

## Classifiche
| Classifica (2013) | Posizione massima |
| ----------------- | ----------------- |
| Stati Uniti       | 2                 |